# Borís Godunov (obra de teatro)
Borís Godunov (en ruso: Борис Годунов, o a veces, Драматическая повесть, Комедия o настоящей беде Московскому государству, o царе Борисе и о Гришке Отрепьеве, Dramaticheskaja povest', Komedija o nastojashhej bede Moskovskomu gosudarstvu, o care Borise i o Grishke Otrep'eve, Un cuento dramático: La comedia de las dificultades del Estado moscovita, del zar Borís y de Grishka Otrepiev) es una obra de teatro histórica escrita por Alexander Pushkin. Es considerada una de las obras teatrales más importantes de principios del siglo XIX.
Escrita en 1825, la obra se publicó en 1831, pero la censura no aprobó que se representara sino hasta 1866. Se estrenó en 1870. Su trama se desarrolla en Rusia durante la Época de la Inestabilidad (1598-1605), y se centra en la trágica culpa y el inexorable destino de un gran héroe, Borís Godunov, quien reinó como zar ruso entre 1598 y 1605, y el surgimiento de un pretendiente al trono. Consta de 25 escenas y está escrita predominantemente en verso blanco. Pushkin desarrolla magistralmente la acción dramática en dos planos—uno político e histórico, el otro psicológico—sobre un trasfondo de acontecimientos turbulentos y ambiciones despiadadas.
La ópera Borís Godunov (1874) de Modest Músorgski, está basada en esta obra.

## Contexto histórico
La obra se desarrolla durante la Época de la Inestabilidad (1598-1605), periodo de crisis dinástica, hambruna e invasión extranjera en Rusia tras la muerte del zar Iván el Terrible y la extinción de la  dinastía ruríkida, y que dio paso a la dinastía Románov en 1613. Este período produjo una avalancha de panfletos, registros contemporáneos, poemas, obras de teatro y novelas. 
Los personajes de la obra están basados en figuras históricas reales: Borís Godunov gobernó Rusia de 1598 a 1605, y los historiadores aún debaten si mandó asesinar al zarévich Dimitri, el tercer hijo de Ivan el Terrible (aunque generalmente se ha asumido que el zarévich Dimitri había sido secuaz de Boris Godunov, o que accidentalmente se había apuñalado a sí mismo al sufrir un ataque epiléptico, a la edad de nueve años en 1591). Asimismo, hubo de hecho tres impostores que afirmaron ser el zarévich asesinado, siendo el Falso Dimitri de la obra gobernante de Moscú brevemente antes de ser asesinado. Este Falso Dimitri fue un joven polaco que reclamó el trono con la ayuda de algunos polacos, dos Papas, los jesuitas y exiliados rusos, y conquistó el trono moscovita en 605, solo para ser asesinado en un levantamiento por Vasilii Shuiski, el líder de los boyardos, que luego se convirtió en el nuevo zar. Tras la muerte del falso Dimitri, la corona de Rusia se convirtió en una pelota de tenis lanzada de un lado a otro entre los diversos grupos contendientes. También fue una época de devastadoras guerras civiles e intervenciones extranjeras por parte de polacos, suecos, alemanes, húngaros, franceses e incluso ingleses, todos los cuales quisieron beneficiarse del casi total colapso del Estado moscovita.
Pushkin modeló la obra a partir de las tragedias históricas de Shakespeare (especialmente Macbeth y Ricardo III), rompiendo con el estricto drama neoclásico dominante en la literatura rusa de la época.

## Personajes
- Boris Godunov, boyardo, posteriormente zar
- Feodor, su hijo
- Xenia, su hija
- Nodriza de Xenia
- Príncipe Shuisky, boyardo
- Príncipe Vorotinsky, boyardo
- Shchelkalov, secretario de la Duma
- Pimen, monje y cronista
- Grigoriy Otrepiev, monje, posteriormente Dmitri, el Pretendiente
- Patriarca, abad del Monasterio de Chudov.
- Misail, monje errante
- Varlaam, monje errante
- Afanasy Mikhailovich Pushkin, amigo del príncipe Shuisky
- Gabriel Pushkin, su sobrino
- Semyon Nikitich Godunov, agente secreto de Boris Godunov
- Príncipe Kurbsky, boyardo deshonrado
- Jruschov, boyardo deshonrado
- Karela, una cosaca
- Príncipe Wiśniowiecki
- Mniszech, vaivoda de Sambor
- Marina, su hija
- Ruzya, su camarera
- Basmanov, un oficial ruso
- Marzharet, oficial de Boris
- Rozen, oficial de Boris
- Mosalsky, boyardo
- Anfitriona de la Posada
- Boyardos, gente, campesinos, inspectores, oficiales, asistentes, invitados, un sacerdote católico, un noble polaco, un poeta, un idiota, un mendigo, caballeros, guardias, soldados, damas, caballeros, niños, sirvientes

## Trama

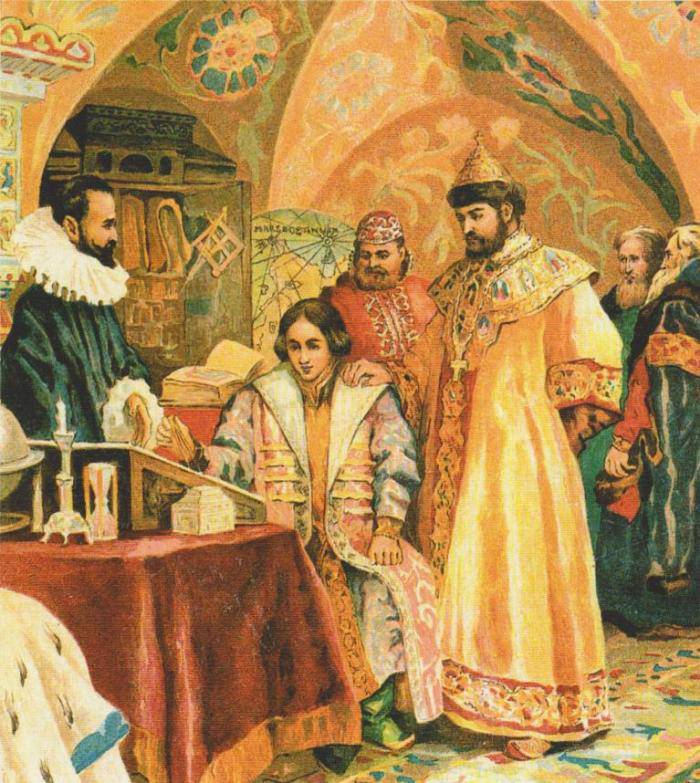
Borís Godunov y su hijo representados en un cuadro de N. Nekrasov, ilustrando una escena de la obra

En 1598, el zar Teodoro Ivánovich acaba de morir sin descendencia, y por tanto el trono queda vacante. El pueblo y la Duma suplican a Borís Godunov, un poderoso y respetado boyardo (noble) y cuñado del difunto zar, que se ha encerrado en un monasterio, que acepte la corona. Tras algunas dudas, Godunov acepta. Sin embargo, persisten los rumores de que Borís orquestó la misteriosa muerte del joven zarévich Dimitri de Úglich, de apenas ocho años de edad, legítimo heredero y medio hermano de Teodoro, años antes. A pesar de sus esfuerzos por gobernar con justicia y estabilizar Rusia, Borís se siente atormentado por la culpa y las sospechas en torno a la muerte de Dimitri. Su reinado está marcado por la hambruna, el malestar social y la creciente inquietud de la nobleza.
En 1603, Grishka (Grigori) Otrepiev, un monje del monasterio de Chúdovo, se entera de boca del anciano monje Pimen de los detalles del asesinato del zarévich Dimitri de Uglich (el hermano menor del zar Teodoro) a manos de Godunov. Inspirado por la ambición y el deseo de desafiar a Borís, Grishka escapa del monasterio, planeando hacerse pasar por el asesinado zarévich, declarando haber sido milagrosamente salvado. El kremlin se entera de estos planes y ordena una búsqueda. Otrepiev cruza la frontera lituana y escapa por poco de ser capturado en una taberna.
Los boyardos Shuisky y Afanasy Pushkin leen una carta sobre la aparición del zarévich milagrosamente salvado, y Shuisky corre a llevarle la noticia al zar Borís. Este, horrorizado por la noticia, es presa de remordimientos y da órdenes a Shuisky de averiguar si el zarévich realmente murió. Entre tanto, en la ciudad polaca de Cracovia, en la casa de Wiśniowiecki, el Falso Dimitri (Otrepiev) comienza a reunir un séquito. Luego, en el castillo del voivoda (gobernador) Mniszech en Sambor, corteja a la hija del gobernador, Marina, e incluso le admite que solo es un monje fugitivo. Para Marina, sin embargo, lo único que importa es si el Falso Dimitri la elevará al trono de Moscú. Con el apoyo logrado en Polonia y Lituania, que ven una oportunidad para interferir en los asuntos rusos, Grishka—ahora autoproclamado Dimitri—reúne un ejército y emprende su marcha hacia Moscú para reclamar el trono.
En 1604, el ejército del Falso Dimitri cruza la frontera. A medida que crece el apoyo del impostor y se extienden los rumores sobre su legitimidad, el estado mental de Borís se deteriora. Lo atormentan visiones del asesinato de Dimitri y su conciencia lo atormenta. En el concilio en el kremlin, el patriarca aconseja al zar trasladar las reliquias del zarévich Dimitri de Uglich a Moscú: se descubrió que Dimitri era un santo y un taumaturgo, y la exhibición de sus reliquias para veneración pública podría ayudar a exponer al falso Dimitri como un impostor. Sin embargo, Shuisky, viendo la confusión de Boris, rechaza tal propuesta. En diciembre, se produce una batalla cerca de Novgorod-Seversky, donde las tropas de Godunov son derrotadas. En la Plaza de la Catedral, el viejo monje Pimen (que ha estado narrando los acontecimientos), revela la verdad sobre el asesinato de Dimitri, lo que devasta aún más a Boris. En Sevsk, el falso Dmitry interroga a un noble capturado y, poco después, su ejército es derrotado.
En Moscú, el zar Boris muere repentinamente, después de haber logrado nombrar a su hijo Teodoro como su sucesor. Tras la muerte de Boris, se desata el caos. El Falso Dimitri gana terreno y Rusia se hunde en una agitación cada vez mayor. Gavrila Pushkin presiona a Basmanov, uno de los principales comandantes de Godunov, que es el favorito del zar pero no tiene familia, para que cometa traición. Luego, en Lobnoye Mesto, Gavrila Pushkin proclama el gobierno del Falso Dimitri y provoca una rebelión contra los hijos de Godunov. Los boyardos entran en la casa donde están detenidos el zar Teodoro, su hermana y su madre y los estrangulan. El boyardo Mosalsky anuncia al pueblo (últimas palabras de la obra): «¡Pueblo! María Godunova y su hijo Teodoro se han envenenado. Vimos sus cadáveres. ¿Por qué guardan silencio? Griten: ¡Viva el zar Dimitri Ivánovich! ([instrucción escénica:] El pueblo guarda silencio )». El país cae en el caos, lo que simboliza el comienzo de la Época de la Inestabilidad de Rusia.

## Composición

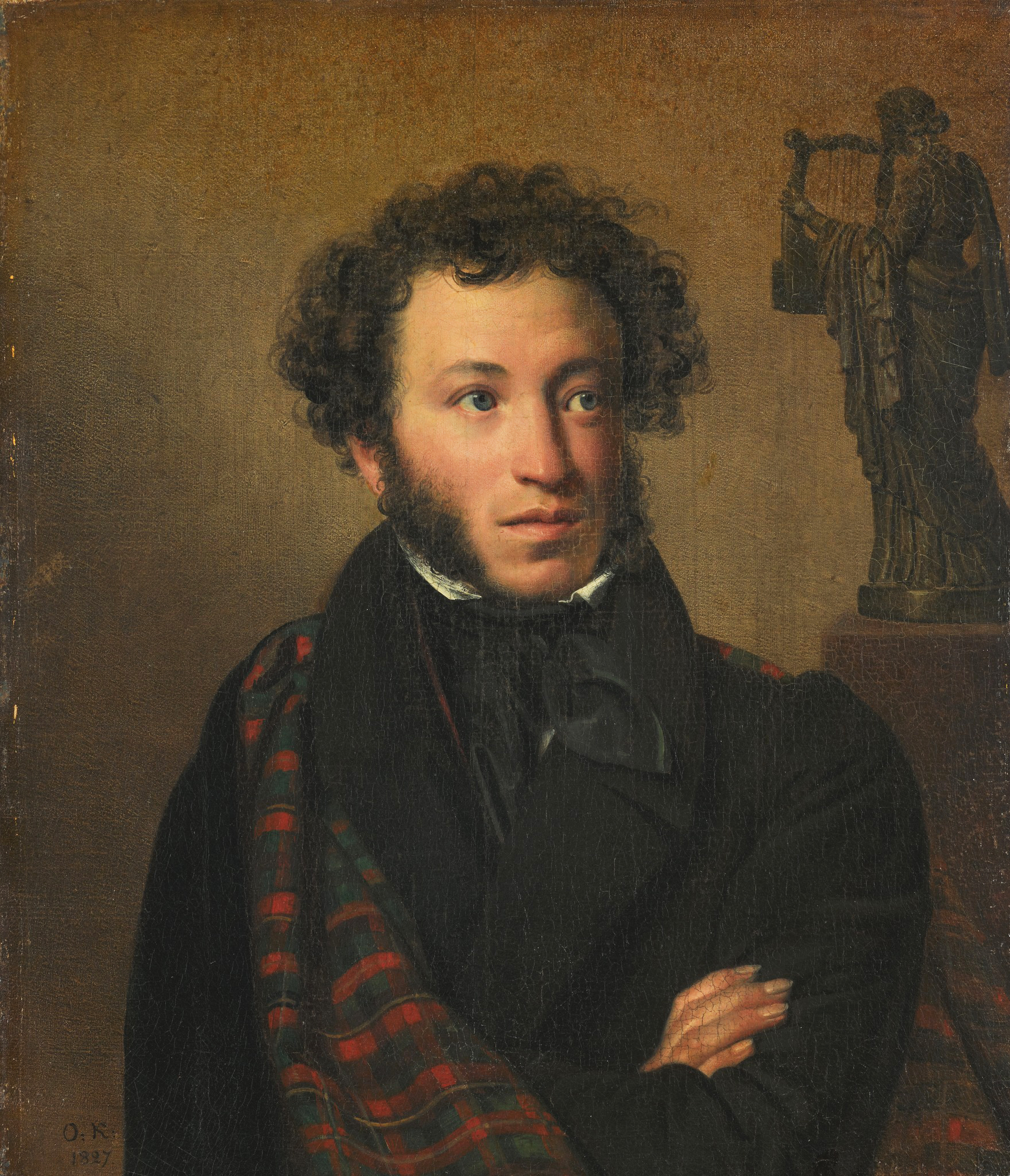
Alexander Pushkin por Orest Kiprenski

Pushkin llegó a considerar la Época de la Inestabilidad como un «drama sublime» y a los protagonistas como seres humanos, no monstruos. Boris Godunov, provocó mucho pensamiento e indujo a muchos a revertir el veredicto recibido sobre Boris y Dimitri.  Pushkin estaba profundamente interesado en el amplio alcance de la historia rusa, en su dilema y patetismo únicos. La familia del poeta jugó un papel activo e importante en los acontecimientos históricos de su patria durante los reinados de Iván el Terrible, Boris Godunov, Pedro el Grande y Catalina la Grande, y escribió varias obras sobre temas históricos. El poeta se enorgullecía del papel de sus antepasados como revolucionarios en la historia rusa y eligió a dos de ellos, uno histórico (Gavrila Pushkin), el otro inventado (Afanasy Pushkin).
De las cartas de Pushkin se desprende que planeó escribir una serie de obras sobre el tema histórico de la Época de la Inestabilidad, desde el comienzo del reinado de Boris hasta la elección del primer Románov. Aunque el poeta solo terminó Boris Godunov, el primer drama de un ciclo proyectado, se presume que el tema de toda la serie era la interrupción de la relación tradicional entre el zar y el pueblo, las trágicas consecuencias de dicha interrupción y, finalmente, la restauración del orden público, es decir, el establecimiento de una nueva monarquía basada en la tradición y la autoridad sagradas. La estructura general de la serie sería el crimen y la retribución.
Pushkin escribió la obra durante su exilio de dos años en la finca de su familia en Mijailovskoye en la Gobernación de Pskov. Pushkin comenzó a trabajar en la obra en noviembre o diciembre de 1824 y la terminó en noviembre de 1825. Tras finalizar la obra, Pushkin escribió a su amigo Piotr Viazemski : «Mi tragedia ha terminado; la leí en voz alta, yo solo, aplaudiendo y gritando: ¡Qué Pushkin, qué hijo de puta!» (o «¡Sí, Pushkin, sí, hijo de puta!»; en ruso: ай да Пушкин, ай да сукин сын!, Ay-da Pushkin, ay-da sukin syn!).

Sobre la obra, Pushkin escribió:
El estudio de Shakespeare, de Karamzín y de nuestras viejas crónicas me dio la idea de revestir de formas dramáticas una de las épocas más dramáticas de nuestra historia. Sin que me molestara ninguna otra influencia, imité a Shakespeare en su amplia y libre descripción de personajes, en la simple y descuidada combinación de tramas; seguí a Karamzín en el claro desarrollo de los acontecimientos; intenté adivinar la forma de pensar y el lenguaje de la época a partir de las crónicas. ¡Ricas fuentes! No sé si fui capaz de hacer el mejor uso de ellas, pero al menos mis esfuerzos fueron entusiastas y concienzudos.

## Temas y estilo
Borís Godunov es una obra compleja e influyente que explora profundas cuestiones políticas y morales dentro de un contexto histórico dramático. Ha sido elogiada por su alcance shakespeariano y su perspicaz descripción de un período crucial de la historia rusa.
La obra explora la cuestión de qué le otorga a un gobernante el derecho a gobernar y las consecuencias de tomar el poder por medios ilegítimos: Boris tiene poder, pero carece de legitimidad debido a los rumores de que asesinó a su legítimo heredero, mientras que el Falso Dimitri, aunque impostor, gana apoyo porque parece legítimo. En consecuencia, la identidad y la verdad son fluidas: Grigori se convierte en Dimitri por pura voluntad y narrativa política. Pushkin se pregunta si la «verdad» política importa siquiera si la mentira es lo suficientemente contundente.
Por otra parte, Boris está atormentado por su posible implicación en la muerte de Dmitri, lo que demuestra la carga psicológica de la culpa, que es uno de los principales motivos de su caída. Pushkin demuestra que la moralidad personal (o la falta de ella) puede determinar el destino político.
La obra retrata también las despiadadas luchas de poder y a los ambiciosos individuos que compiten por el control, mientras que el pueblo de a pie es descrito como una fuerza volátil, fácilmente influenciable por rumores y lealtades cambiantes. Apoyan a Boris y luego a Dimitri no porque crean en ellos, sino porque están manipuladas o tienen miedo. 
Finalmente, la sensación de un inevitable desenlace trágico se cierne sobre el reinado de Boris. Los personajes intentan forjar su destino (Boris toma el trono, Grigory se reinventa), pero finalmente son arrastrados por fuerzas que escapan a su control, lo que sugiere un fatalismo trágico.
La obra marca una ruptura con el neoclasicismo del teatro francés y está construida sobre los «principios populares» de las obras de William Shakespeare, especialmente las historias y tragedias, obras de teatro escritas «para el pueblo» en el sentido más amplio y, por tanto, universales en su atractivo. Escrita justo antes del levantamiento decembrista (1825), trata la candente cuestión de las relaciones entre las clases dominantes, encabezadas por el zar, y las masas, siendo la importancia moral y política de estas últimas, «el juicio del pueblo», lo que Pushkin enfatiza. Ambientada en Rusia, en un periodo de caos político y social a las puertas del siglo XVII, la  Época de la Inestabilidad, su tema es la trágica culpa y el inexorable destino de un gran héroe: Boris Godunov, yerno de Maliuta Skurátov, favorito de Iván el Terrible, y presentado aquí como el asesino del hijo pequeño de Iván, Dimitri. El desarrollo de la acción en dos planos, uno político e histórico, el otro psicológico, es magistral y se sitúa en un contexto de acontecimientos turbulentos y ambiciones despiadadas.
La obra debe mucho a la lectura que hizo Pushkin de los primeros anales y crónicas rusos, así como a Shakespeare, quien, como dijo Pushkin, fue su maestro en el tratamiento audaz y libre de los personajes, la sencillez y la veracidad de la naturaleza. Aunque carece de la pasión poética y exacerbada de las tragedias de Shakespeare, el Boris sobresale en la «convicción de la situación y la naturalidad del diálogo» a la que aspiraba Pushkin, a veces utilizando una prosa conversacional, a veces un pentámetro yámbico de gran flexibilidad. El personaje del pretendiente, el falso Dimitri, está caracterizado con sutileza y simpatía, mientras que el poder del pueblo, que con el tiempo lo lleva al trono, está tan acentuado que la publicación de la obra se vio retrasada por la censura. La habilidad de Pushkin para crear una unidad psicológica y dramática, a pesar de la construcción episódica, y para aumentar la tensión dramática mediante la economía del lenguaje, los detalles y la caracterización, hacen de esta obra excepcional un acontecimiento revolucionario en la historia del drama ruso.

## Representación
La obra nunca se representó durante la vida de Pushkin, pues estuvo prohibida oficialmente en Rusia por la censura estatal hasta 1866. Además, las desviaciones de la obra de las convenciones existentes hicieron que muchos contemporáneos la consideraran inadecuada para los escenarios. La obra también requería numerosos cambios de escenografía, lo que, si bien no era imposible de lograr con los medios de la época, sí hacía su puesta en escena técnicamente más difícil. De acuerdo con el académico Igor Pilshchikov, «Los críticos teatrales aún discuten sobre la calidad escénica del Godunov. No obstante, cualesquiera que sean las teorías, la práctica lo demuestra implacablemente: el destino de la tragedia de Pushkin en los escenarios difícilmente puede considerarse exitoso».

### Estreno en San Petersburgo
La primera representación tuvo lugar el 17 de septiembre de 1870 en el Teatro Mariinski de San Petersburgo, a cargo de los artistas del Teatro Aleksandrinski. El personal de producción incluyó a Aleksandr Yablochkin (regisseur) y Matvey Shishkov (escenógrafo). El elenco incluyó a Leonid Leonídov (como Boris), Vasiliy Samoylov (como el Falso Dimitri), Piotr Grigoriev (como Pimen), Yelena Struyskaya (como Marina) y Pyotr Zubrov (como Shuisky).

### Estreno en Moscú
El estreno en Moscú tuvo lugar el 19 de noviembre de 1880 en el Teatro Maliy. El personal de producción incluyó a Serguéi Chernevsky (regisseur). El reparto incluía a Nikolái Vilde (como Borís), Aleksandr Lensky (como el Falso Dimitri), Ivan Samarin (como Pimen), Maria Yermolova (como Marina), Osip Pravdin (como Shuisky) y Mijaíl Lentovsky (como Basmanov).

### Producciones posteriores
Vsévolod Meyerhold intentó representar la obra en la década de 1930. Meyerhold encargó a Serguéi Prokófiev que escribiera música incidental para la producción, pero cuando Meyerhold la abandonó por presiones políticas, la música también fue abandonada.
La obra original y sin censura no se estrenó sino hasta el 12 de abril de 2007 en la Universidad de Princeton, en Estados Unidos, y sólo en una traducción al inglés. Esta producción se basó en los diseños de Meyerhold e incluyó música de Prokófiev, además de música complementaria por Peter Westergaard.
La Royal Shakespeare Company escenificó el estreno británico de la edición original de 1825 en Stratford-upon-Avon en el otoño de 2012. La obra había sido traducida al inglés por Adrian Mitchell.

## Diseños de escenarios
La siguiente galería incluye diseños escénicos creados por Matvey Shishkov para la primera representación del drama en 1870 en el Teatro Mariinski en San Petersburgo, Rusia.

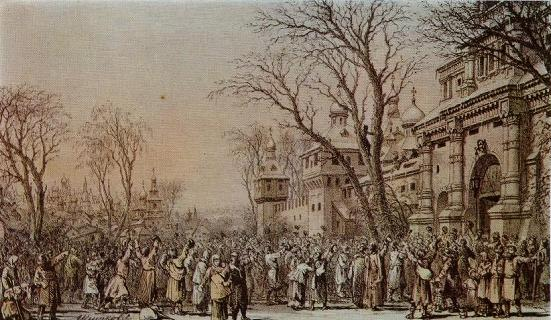
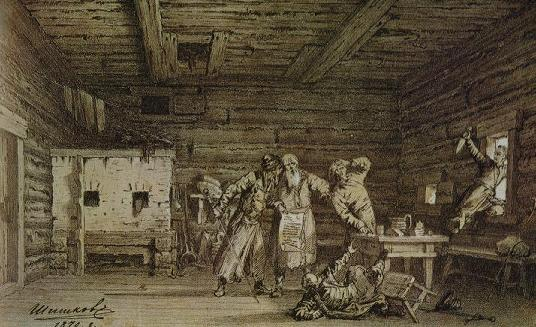
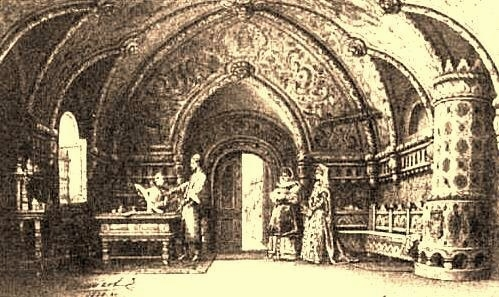
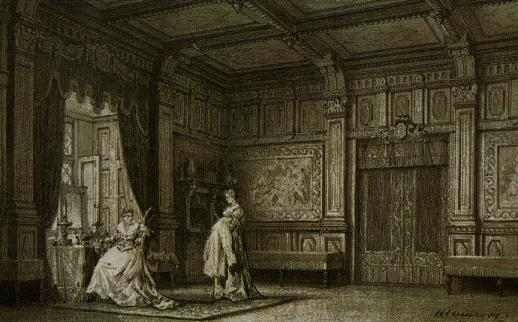
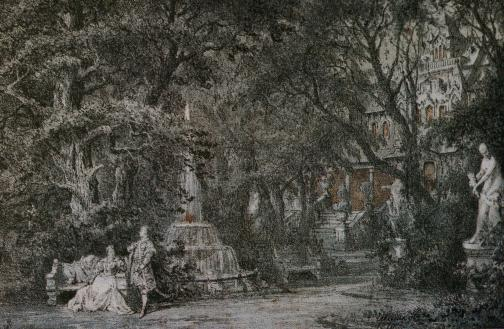
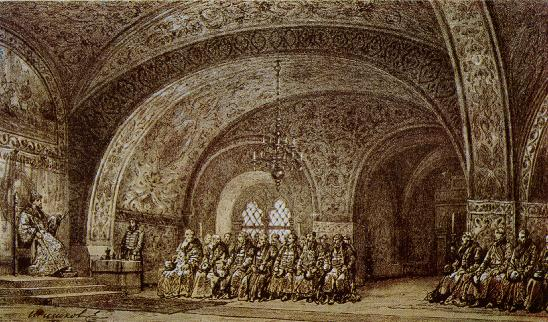
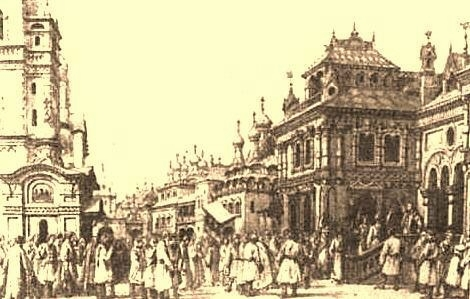

- Escena 3
El Monasterio de Novodevichii
- Escena 9
Una posada en la frontera con Lituania
- Escena 11
El palacio del zar
- Escena 13
El castillo del gobernador Mniszech en Sambor
- Escena 15
Noche. Un jardín.
 Una fuente.
- Escena 17
La Duma del Zar
- Escena 25
La casa de Boris

## Adaptaciones
En 1830, el escritor y periodista Faddéi Bulgarin publicó la novela histórica Dmitry Samozvanets («Dmitri el pretendiente»). Pushkin, que ya había escrito para entonces Borís Godunov y publicado apenas tres fragmentos en revistas, acusó a Bulgarin de plagiar la obra. Ciertas escenas y diálogos que aparecen en la obra pero no en las fuentes históricas aparecen también en la novela de Bulgarin. Se asume que Bulgarin habría solicitado a la policía secreta zarista que le permitieran examinar el manuscrito, que habían ordenado a Pushkin que les entregara para su inspección. Bulgarin escribió una carta a Pushkin en su defensa, pero Pushkin no quedó convencido. En marzo de 1830 apareció una dura reseña de la novela de Bulgarin en la revista Literaturnaya Gazeta, y este asumió erróneamente que el autor había sido Pushkin. En respuesta, Bulgarin escribió su propia crítica mordaz al Capítulo 7 de Eugenio Oneguin de Pushkin. La hostilidad entre Pushkin y Bulgarin persistió después de esto.
Inspirado en la obra de Pushkin, el compositor ruso Modest Músorgski compuso la ópera homónima Borís Godunov, que se estrenó en 1874 y se convirtió en uno de los clásicos de la ópera mundial del siglo XX. 
En 1986 se estrenó una adaptación cinematográfica de la obra, dirigida y protagonizada por Sergei Bondarchuk. Una nueva adaptación cinematográfica rusa se estrenó en 2011, dirigida por Vladimir Mirzoyev y protagonizada por Maksim Sukhanov en el rol principal. En esta versión, la acción tiene lugar en la Rusia actual.